# 경기북부병무지청
경기북부병무지청(京畿北部兵務支廳, Gyeonggi Bukbu Regional Military Manpower Administration)은 경기도 북부 지역에서 경인지방병무청장의 사무를 분장하는 경인지방병무청의 소속기관이다. 2003년 11월 20일 발족하였으며, 경기도 의정부시 전좌로 76에 위치하고 있다. 지청장은 서기관 또는 기술서기관으로 보한다.

## 연혁
- 1981년 11월 2일: 수원지방병무청 소속으로 의정부병무지청 설치.[2]
- 1999년 5월 24일: 의정부지방병무사무소로 개편.[3]
- 2003년 11월 20일: 경기북부병무지청으로 개편.[4]

## 관할구역
- 경기도 의정부시·동두천시·고양시·구리시·남양주시·파주시·양주시·연천군·포천시·가평군·양평군

## 조직

### 지청장
- 운영지원과[5]
- 병역판정검사과[6]
- 현역입영과[7]
- 동원관리과[7]
- 사회복무과[7]
- 고객지원과[8][9]